# Юсупов Алім Данилович
Алім Данилович Юсупов (18 березня 1972 року, Уфа, Російська РФСР, СРСР) — російський тележурналіст, колишній політичний оглядач НТВ, ТВ-6, ТВС і «Першого каналу».

## Біографія

### Ранні роки
Алім Юсупов народився 18 березня 1972 року в Уфі. У 1994 році закінчив факультет журналістики Уральського державного університету в Єкатеринбурзі, на 4-му і 5-му курсі стажувався в Москві, в Московському державному університеті, на міжнародному відділенні факультету журналістики.
У 1991 році працював в інформаційній програмі в місті Нижньовартовську, робив сюжети для телекомпанії BID.
Одночасно, з 1991 (за іншими даними — з 1992 року по 1994 рік працював на телеканалі РТР позаштатним кореспондентом в інформаційній програмі «Вісті».

### Кар'єра на телебаченні
У 1994 році Юсупов перейшов на телеканал НТВ на посаду кореспондента Служби інформації. Працював для програм «Сьогодні» і «Підсумки» цього телеканалу. Робив авторські есе про політичне життя в Росії, працював у президентському пулі. Деякий час працював на передовій першої російсько-чеченської війни.
З липня 1998 по квітень 1999 року — керівник Лондонського бюро НТВ — власний кореспондент НТВ у Великій Британії. Після того, як кореспондентом НТВ по Великій Британії став Андрій Черкасов, Алім Юсупов повернувся до Москви, і з квітня 1999 року по квітень 2001 року знову працював спеціальним кореспондентом, політичним оглядачем. Був автором кількох статей на політичні теми в рубриці «НТВ: за кадром» на тодішньому сайті НТВ (нинішній newsru.com). Брав участь у зустрічі журналістів НТВ з президентом Путіним 29 січня 2001 року.
У квітні 2001 року, після відходу команди Кисельова з НТВ, разом з більшістю своїх колег перейшов працювати на телеканал Бориса Березовського ТВ-6. З травня 2001 по січень 2002 року — оглядач інформаційних програм «Зараз» і «Підсумки» Служби інформації ТВ-6. Широку популярність отримала фраза Юсупова, сказана Олегу Добродеєву під час розгрому НТВ — «Знаєте, Олег Борисович, є речі важливіші професії».
З червня 2002 року, після відключення ТВ-6, став працювати на телеканалі ТВЗ на посаді політичного оглядача програм «Новини» та «Підсумки».
Навесні 2003 року, за три місяці до закриття ТВЗ, Алім Юсупов перейшов на роботу на «Перший канал» автором документальних фільмів. Автор і ведучий документального фільму «Пейзаж перед битвою», який був показаний на «Першому каналі» у вересні 2003 року. Потім зробив документальний фільм «Лондон, Новгород, Рим — свобода вибору», показаний на тому ж телеканалі в листопаді 2003 року.
У листопаді 2004 року отримав посаду старшого кореспондента «Першого каналу». З 2005 по 2011 рік — співробітник Дирекції інформаційних програм «Першого каналу», оглядач, коментатор, керівник відділу кореспондентів каналу. Автор репортажів в інформаційних програмах «Новини», «Часи» і «Час». Як кореспондент «Першого каналу» висвітлював війну в Південній Осетії в серпні 2008 року, землетрус в Японії в березні 2011 року, працював у Києві в дні політичної кризи в квітні 2007 року, а також записував інтерв'ю з Юлією Тимошенко взимку 2005 року. Висвітлював президентські вибори у Франції в квітні 2007 року разом з Жанною Агалаковою.
У червні 2006 року підготував спеціальний репортаж «Чемпіонат світу поза грою». Разом з Іваном Благим створив документальний фільм «Апокаліпсис-2011» про землетрус в Японії.
Член Академії Російського телебачення з 2007 року.
У 2011—2012 роках — головний редактор ОДТРК «Ямал-Регіон». Залишив займану посаду в липні 2012 року.
З 2012 по 2019 рік — начальник інформаційного бюро в Москві і радник генерального директора ОДТРК «Ямал-Регіон».
Навесні 2019 року повернувся на НТВ, ставши оглядачем програми «Центральне телебачення». З грудня того ж року працює в телепередачі «Підсумки тижня з Ірадою Зейналовою».